# Soum Arrouy
Soum Arrouy – szczyt górski położony we francuskiej części Pirenejów, w departamencie Pireneje Wysokie, na terenie gminy Sers.